# Sidney Godolphin, I conte di Godolphin
Sidney Godolphin, I conte di Godolphin (Breage, 15 giugno 1645 – Hertfordshire, 15 settembre 1712), fece parte del Consiglio privato di sua maestà e fu Segretario di Stato per il Dipartimento del Nord e Lord Gran Tesoriere.

## Alla corte del re
Sidney Godolphin nacque in Cornovaglia da una famiglia originaria di quella regione il 15 giugno 1645. Dopo la Restaurazione, avvenuta nel 1660, fu introdotto a corte dove conquistò la simpatia di Carlo II d'Inghilterra e pochi anni dopo iniziò la sua lunga carriera politica. Nel 1665 entrò infatti nella Camera dei Comuni per il collegio elettorale di Helston, nella natia Cornovaglia, posizione che mantenne quasi stabilmente fino al 1685.
Nel 1668 il re gli affidò il compito di trattare con la sorella Enrichetta d'Inghilterra, sposa di Filippo I di Borbone-Orléans, perché gli procurasse un accordo con Luigi XIV di Francia in modo che Carlo II potesse voltare le spalle agli alleati dei Paesi Bassi in favore del denaro francese.
Il 12 settembre di quell'anno il sovrano gli accordò una pensione annua di 500£ in seguito alla sua nomina a Groom of the Bedchamber, una sorta di cameriere ultra-personale del re e l'anno seguente gli venne concesso un diritto di affitto sulle miniere di stagno della Cornovaglia per un totale di 31 anni.

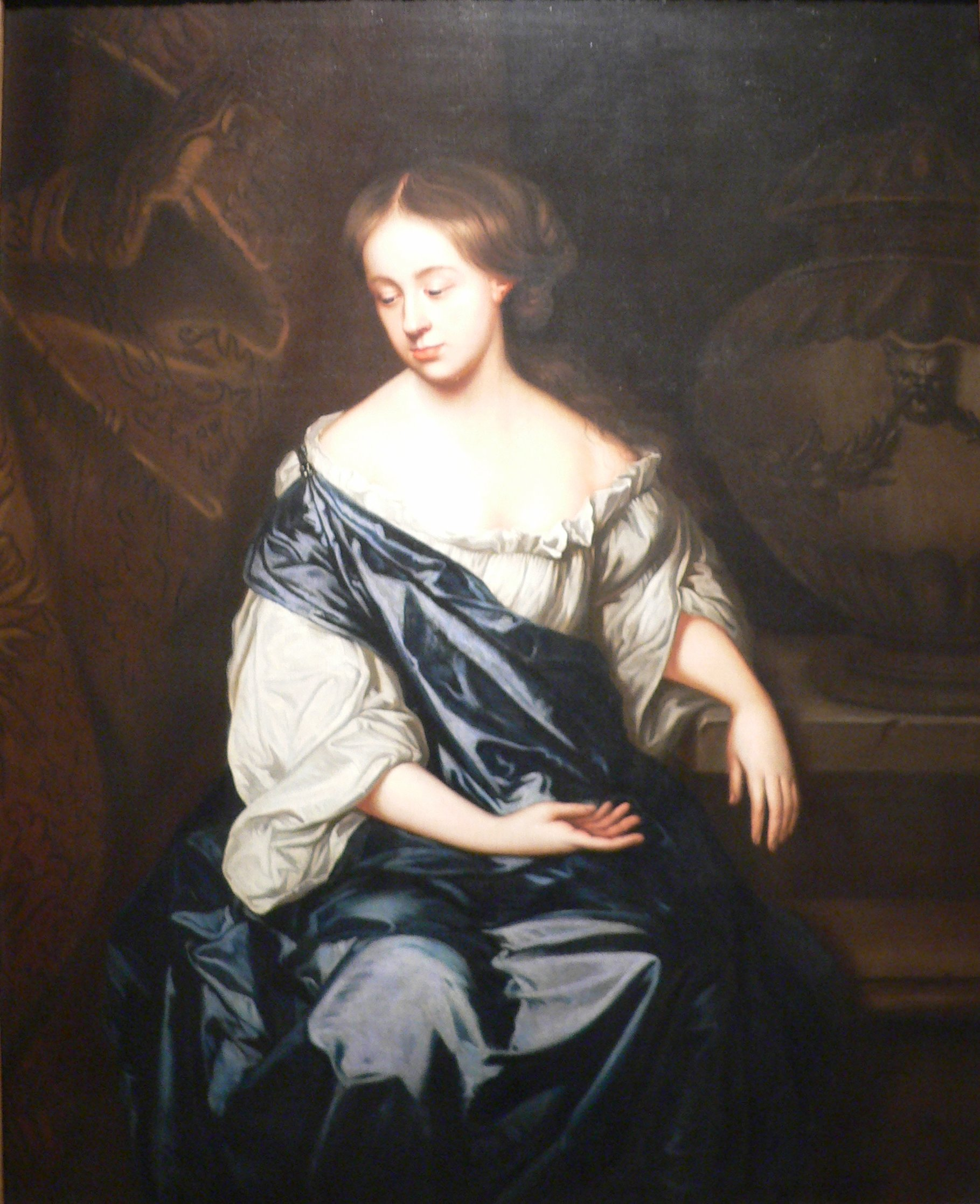
Margaret Blagge

Nel 1672 fu spedito in Francia per assicurare Luigi XIV, che stava per intraprendere una guerra con gli olandesi, della sua fedeltà ed allo scoppio della Guerra d'Olanda Sidney era col sovrano francese sul campo di battaglia.
Sette anni dopo Sidney entrò nel Consiglio privato di sua maestà. Quattro anni prima invece, il 16 maggio 1675, si era sposato con Margaret Blagge, sulla cui vita scrisse il diarista John Evelyn. Il loro matrimonio finì nel 1678 con la morte di Margaret deceduta nel dare alla luce il figlio:
- Francis Godolphin (3 settembre 1678-17 gennaio 1766)

Sidney non si risposò mai.

## Fra i due sovrani
Nel 1680 Sidney votò a favore dell'Exclusion Bill, legge voluta per escludere dalla successione il fratello di Carlo, Giacomo II d'Inghilterra, di fede manifestamente cattolica, questo non ruppe i suoi rapporti con il sovrano che nel 1684 lo nominò Barone Godolphin e che gli conferì la carica di Lord Gran Tesoriere il 9 settembre dello stesso anno. Il suo voto non sembrò avergli inimicato nemmeno lo stesso Giacomo che dopo l'incoronazione lo nominò ciambellano della moglie Maria Beatrice d'Este. Nell'aprile del 1688 Sidney, insieme ad altri cinque nobili, fu incaricato dal sovrano di fare le sue veci a Londra mentre egli raggiungeva l'esercito a seguito del tentativo di invasione messo in atto da Guglielmo III d'Inghilterra, figlio di Maria Enrichetta Stuart a sua volta sorella di Carlo II e Giacomo II. Poco dopo gli eventi precipitarono, Giacomo lasciò il paese e si rifugiò in Francia, lasciando Sidney insieme a George Savile, I marchese di Halifax e a Daniel Finch, II conte di Nottingham a negoziare con Guglielmo. Quando fu evidente che Giacomo non si sarebbe più riappropriato del trono, soprattutto a seguito della clamorosa sconfitta nella Battaglia del Boyne, Sidney decise di ritirarsi dalla vita pubblica, ma il nuovo sovrano lo richiamò presto in servizio, nel novembre del 1690, dopo nemmeno tre mesi di ritiro.

## Il difficile rapporto con la regina
La carica che veniva richiamato a ricoprire era di nuovo quella di Lord Gran Tesoriere che rivestì, salvo pochi mesi di interruzione, fino al 1701 insieme a John Churchill, I duca di Marlborough. Il servire un re non gli impediva di corrispondere con il precedente e si dice che in una di quelle lettere lo avesse avvertito della possibilità che Guglielmo desse il via ad un'operazione di conquista della città di Brest. La sua fedeltà probabilmente non era da ascriversi alla sola simpatia politica, ma anche all'affetto che negli anni potrebbe aver sviluppato per la precedente regina che fonti contemporanee descrivono come intelligente ed amante delle arti.
Nel 1696 venne arrestato John Fenwick, III baronetto (1645 circa-28 gennaio 1697) accusato di aver cospirato per assassinare il re e Sidney, che sentiva la propria posizione compromessa, rassegnò le dimissioni. Tuttavia i Tory ripresero il potere l'anno seguente e Sidney tornò al proprio posto.
La primavera del 1702 vide una nuova sovrana sul trono, Anna di Gran Bretagna, figlia di Giacomo II d'Inghilterra morto in esilio appena l'anno prima. I rapporti fra lei e Sidney non erano cordiali come quelli che lo avevano legato a suo padre, ma la regina seguendo il consiglio di Lord Marlborough continuò ad avvalersi della sua collaborazione. Nel 1704 Sidney fu nominato Cavaliere dell'Ordine della Giarrettiera e nel 1706 fu creato Visconte di Rialton e Conte di Godolphin.
L'appartenenza politica ai Tory non gli impedì di partecipare a quegli intrighi politici che pian piano condussero ad un'alleanza di Marlborough con gli avversari Whig. Tuttavia l'influenza di Marlborogh sulla regina fu soppiantata gradatamente da quella di Abigail Marsham, Baronessa Marsham (1670 circa-6 dicembre 1734) e di Robert Harley, primo conte di Oxford e conte di Mortimer e Marlborough e Sidney lavoravano da così tanto tempo insieme che le loro fortune erano ormai intrecciate.
Tuttavia la loro popolarità nazionale era tale che almeno all'inizio poterono sopravvivere politicamente anche senza il favore reale e nel 1708 riuscirono perfino ad ottenere le dimissioni di Harley da Segretario di Stato poiché era accusato di aver divulgato dei documenti segreti. Un paio di anni dopo però Sidney giunse alla fine della propria lunga vita politica, un pastore, Henry Sacheverell che pronunciava violenti discorsi contro i Whig provocò violente scosse in entrambi i partiti. Sidney riteneva di essere stato oggetto degli strali dell'uomo, pur sotto uno pseudonimo, chiese ed ottenne che l'uomo fosse processato. Tuttavia la regina ritenne di poter cogliere l'occasione per liberarsi di lui e di Marlborough, cosa che fece l'11 agosto del 1710 giorno in cui chiese a Sidney di dimettersi dalla carica di Lord Gran Tesoriere.
In seguito Sidney si ritirò a vita privata e morì il 15 settembre 1712.